# Station Lille-CHR
Station Lille-CHR is een spoorwegstation in de Franse stad Rijsel. Het station wordt bediend door de TER Nord-Pas-de-Calais.